# Paragria sesamiodes
Paragria sesamiodes är en fjärilsart som beskrevs av George Francis Hampson 1926. Paragria sesamiodes ingår i släktet Paragria och familjen nattflyn. Inga underarter finns listade i Catalogue of Life.